# U.S. Pro Tennis Championships 1972
Lo U.S. Pro Tennis Championships 1972  è stato un torneo di tennis giocato sul cemento. È stata la 45ª edizione del torneo, che fa parte del World Championship Tennis 1972. Il torneo si è giocato al Longwood Cricket Club di Boston negli USA, dal 31 luglio al 6 agosto 1972.

## Campioni

### Singolare maschile
Bob Lutz ha battuto in finale  Tom Okker con il punteggio di 6–4, 2–6, 6–4, 6–4

### Doppio maschile
John Newcombe /  Tony Roche hanno battuto in finale  Arthur Ashe /  Robert Lutz con il punteggio di 6–3, 1–6, 7–6